# スイス

スイス連邦
Schweizerische Eidgenossenschaft（ドイツ語）
Confédération Suisse（フランス語）
Confederazione Svizzera（イタリア語）
Confederaziun Svizra（ロマンシュ語）
Confoederatio Helvetica（ラテン語）

国の標語：Unus pro omnibus, omnes pro uno
（ラテン語：一人はすべてのために、そして、すべては一人のために）
国歌：
- Schweizerpsalm（ドイツ語）
- Cantique Suisse（フランス語）
- Salmo Svizzero（イタリア語）
- Psalm Svizzer（ロマンシュ語）

スイスの賛歌

1. 
2. 

スイス連邦（スイスれんぽう、独: Schweizerische Eidgenossenschaft、仏: Confédération Suisse、伊: Confederazione Svizzera）、通称スイスは、中央ヨーロッパに位置する連邦共和制国家。歴史によって、西欧に分類されることもある。
ドイツ、フランス、イタリア、オーストリア、リヒテンシュタインに囲まれた内陸に位置し、国内には多くの国際機関の本部が置かれている。首都はベルンで、主要都市にはチューリッヒ、ジュネーヴ、バーゼル、ローザンヌなどがある。永世中立国であるが、欧州自由貿易連合に加盟しているほか、バチカン市国の衛兵はスイス傭兵が務めている。日本語表記のスイスはフランス語名に由来している。

## 国名
スイスの正式名称は4種の公用語（ドイツ語、フランス語、イタリア語、ロマンシュ語）で定められているが、硬貨や切手などのように4種を併記する余裕がない場合、単独で使用することが許されるラテン語の国名（Helvetia、ヘルヴェティア共和国も参照）が定められている。
- ドイツ語名：Schweizerische Eidgenossenschaft
- フランス語名：Confédération Suisse
- イタリア語名：Confederazione Svizzera
- ロマンシュ語名：Confederaziun Svizra
- ラテン語名：Confoederatio Helvetica

正式国名と同様に通称も5種類ある。
- ドイツ語名：Schweiz、シュヴァイツ[注釈 2]、シュワイツ[1]
- フランス語名：Suisse、シュイス[注釈 3]、スイス[1]
- イタリア語名：Svizzera、ズヴィッツェラ[注釈 4]、ズビッツェラ[1]
- ロマンシュ語名：Svizra、ジュヴィーツラ、ジュヴィーツッラ
- ラテン語名：Helvetia、ヘルヴェティア、ヘルウェティア

公用語ではないが、スイスドイツ語ではSchwiizerischi Eidgnosseschaft、通称Schwiiz（シュヴィーツ。通常はD′Schwiizと表記する）。ドイツ語およびスイスドイツ語の正式名称にあたるEidgenossenschaft（アイトゲノッセンシャフト）とは「誓約者同盟」という意味で、通常の「連邦（Bund）」とは異なる。
略称（国名コード ISO 3166-1 alpha-2：ラテン文字2文字による国名コード）には、CHを用いる。これはラテン語表記である「Confoederatio Helvetica」の頭文字に由来する。
公式の英語表記はSwiss Confederation（スウィス・コンフェデレイション）、通称はSwitzerland（スウィツァランド） で国民・形容詞ともSwiss（スウィス）。
日本語の正式表記はスイス連邦、通称スイス。漢字による当て字では瑞西と表記し、瑞と略す（スウェーデンも瑞典と当て字し、瑞と略すが、両者を区別する時にはスウェーデンを典と略す）。まれにドイツ語の正式名称から「スイス誓約者同盟」と訳されることがある。また、古くはス井ス、スヰスと表記されることもあった。
国名は、スイス建国の中心的役割を果たしたシュヴィーツ州に由来する。「Schwyz（シュヴィーツ）」は古代ドイツ語で「酪農場」を意味する語が訛ったものだとされる。日本語表記の「スイス」はフランス語または英語形容詞に由来する。ラテン語名のヘルヴェティア（ヘルウェティア）は、本来現在のスイス西部から北部、ドイツ南部の一帯を指し、古代ローマの支配が及ぶ前よりベルン周辺に住んでいたケルト系先住民族ヘルウェティイ族に由来する。ドイツ語の「スイス人」を表すSchweizer（男性名詞）、Schweizerin（女性名詞）には「ローマ教皇の護衛兵」「教会の門番」「乳搾り、酪農場の雇い人」の意味もある。

## 歴史
- 1291年8月1日 - ウリ、シュヴィーツ、ウンターヴァルデンの原始3州が、既得権益であった自由と自治を守るため、誓約同盟（ドイツ語版、英語版）（Eidgenossenschaft）を結成。この日がスイス建国の日とされている（永久盟約（英語版）も参照のこと）。
- 1315年 - モルガルテンの戦いで、農民兵で構成される同盟軍が、オーストリア公レオポルト1世の精鋭部隊に大勝。
- アッペンツェル戦争（1401年 - 1429年）
- 1474年 - ブルゴーニュ戦争（1474年-1477年）
- 1499年 - シュヴァーベン戦争で神聖ローマ帝国から実質的に独立。その後、加盟準州（カントン）を増やしていくが（カントン・アッペンツェル（ドイツ語版、英語版）、カントン・バーゼル（アレマン語版、英語版））、各州間では宗教改革（スイスの宗教改革）などをめぐって争いが絶えなかった（第一次カッペル戦争、第二次カッペル戦争（ドイツ語版、英語版））。
- 1648年 - ヴェストファーレン条約によって正式に神聖ローマ帝国からの独立を達成。
- 1685年 - フォンテーヌブローの勅令がフランスで発せられ、中産ユグノーがスイスへ亡命してきた。彼らは時計細工をスイスの花形産業にまで昇華させた。工業全般で実力を示し、金融業でもある程度活躍した。

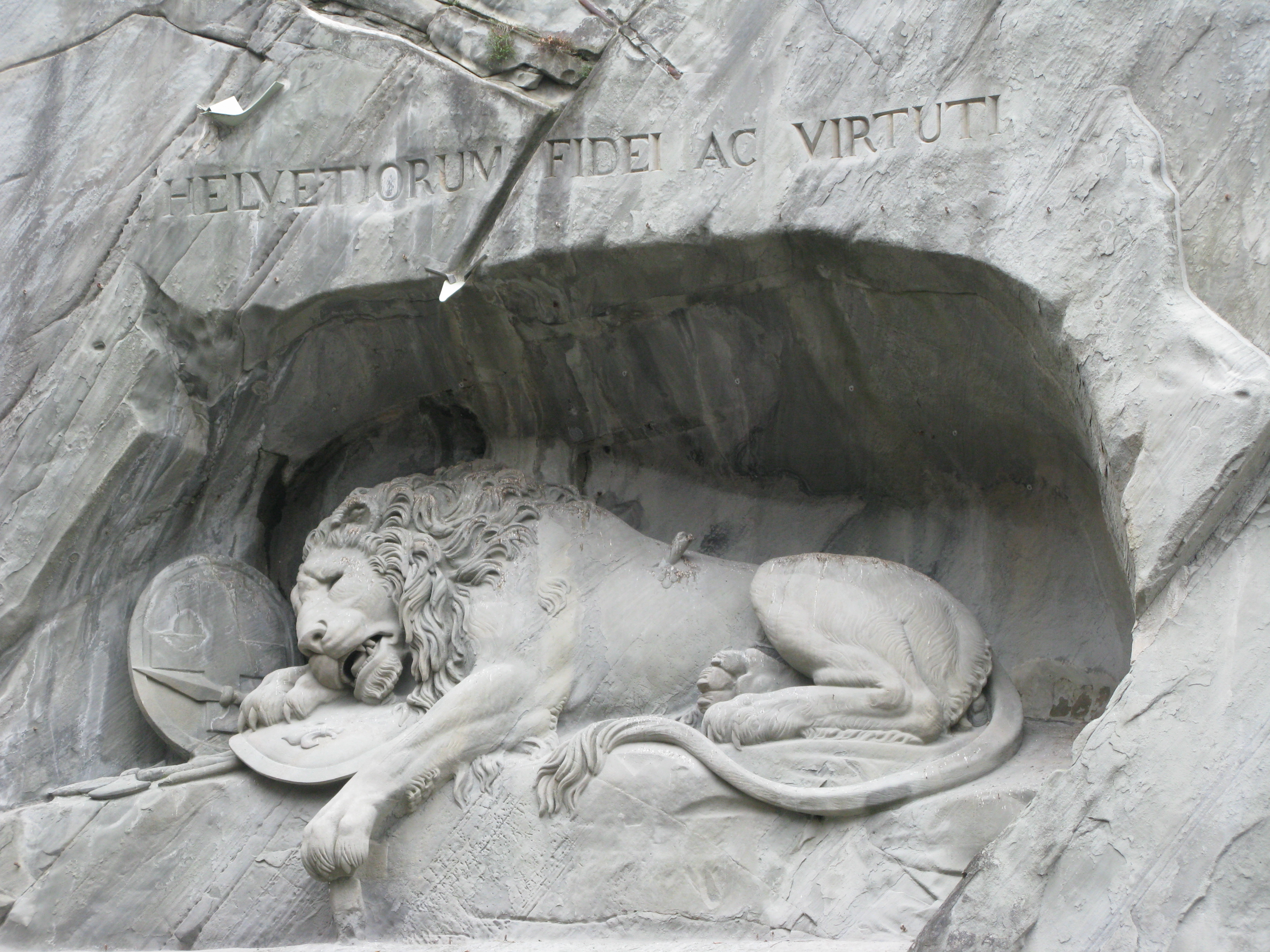
スイスのルツェルンの砂岩の断崖に刻まれたライオン記念碑。フランス革命の際にルイ16世の命令を守り、降伏後に市民に無抵抗のまま殺害されたスイス人傭兵達を偲んで作られた。
国土の大半が山岳地帯であり、農工業が育ちにくく貧しかったスイスを支えたのは「血の輸出」と呼ばれる傭兵の派遣だった。

- 1798年 - フランス総裁政府からの強力な圧力を受け、傀儡国家のヘルヴェティア共和国が成立する。近代憲法に基づく中央集権国家であったが1802年に瓦解。
- 1803年 - ナポレオンの仲裁により従来の盟約者団が復活。
- 1815年 - ウィーン会議で、国家としての「永世中立国」が認められた[7]。
- 1847年 - 分離同盟戦争
- 1848年 - 連邦憲法を制定したが、国家連合としての性格が強かった。連邦国家体制が確立するのは、1874年の改正連邦憲法以降のことである。
- 1852年 - 7月27日付の条約でバーデン大公国にバーゼルとシャフハウゼンでの鉄道敷設、経営を無償で許可する。
- 1920年 - 国際連盟に原加盟国として加盟。連盟本部はジュネーヴに設置された。
- 1928年 - IGケミーが設立された（IG・ファルベンインドゥストリーを参照）。
- 1939年から1945年 -  第二次世界大戦では、フランスの降伏により四方を枢軸国のドイツとイタリアに囲まれながら、アンリ・ギザン将軍の指導のもとでなお武装中立を維持していたが、戦後になって中立違反についての多くの批判を受けることになった。
- 1945年 - 国際連合が成立した。スイスは中立が維持されるという前提での参加を望んでいたが、サンフランシスコ会議には中立であったため参加できず、また連合国も中立という考えを嫌っていた。1946年にスイスは国連に参加しないという書簡を国連総会議長宛に送付した[8]。ただし国連機関の設置や、国連の非軍事組織には参加している。
- 2002年9月10日 - 国民投票の結果を受けて190番目の国連加盟国となる[9]。

## 地理

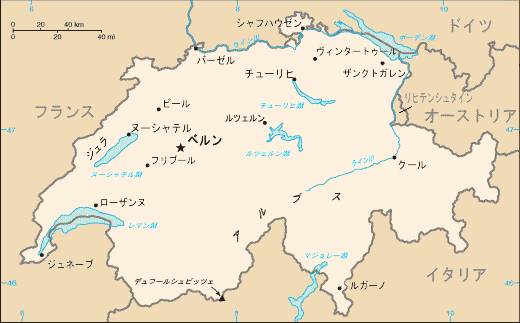
スイスの地図

スイスは内陸国であり、国土はスイス高原が大半を占めている。また、国土は日本の約1割で九州より約1,500km2（東京都区部の2倍程度）広い。なお、総面積は日本の内陸県のうち岐阜県、長野県、山梨県、群馬県、栃木県を併せた面積（約4万1,458km2）に相当する。

### 気候

スイスのケッペンの気候区分

スイスの気候区分は以下の通りとなっている。
| 温暖湿潤気候 (Cfa) 西岸海洋性気候 (Cfb) | 湿潤大陸性気候 (Dfb) 亜寒帯気候 (Dfc) | ツンドラ (ET) 氷雪気候 (EF) |

### 環境
スイスは現在、車の排気ガスによる大気汚染や水資源の水質汚染が深刻となっている。また、生態系においては生物多様性の喪失に直面しているといった危機的状況が問題視されている。

## 政治

連邦参事会のロゴ。

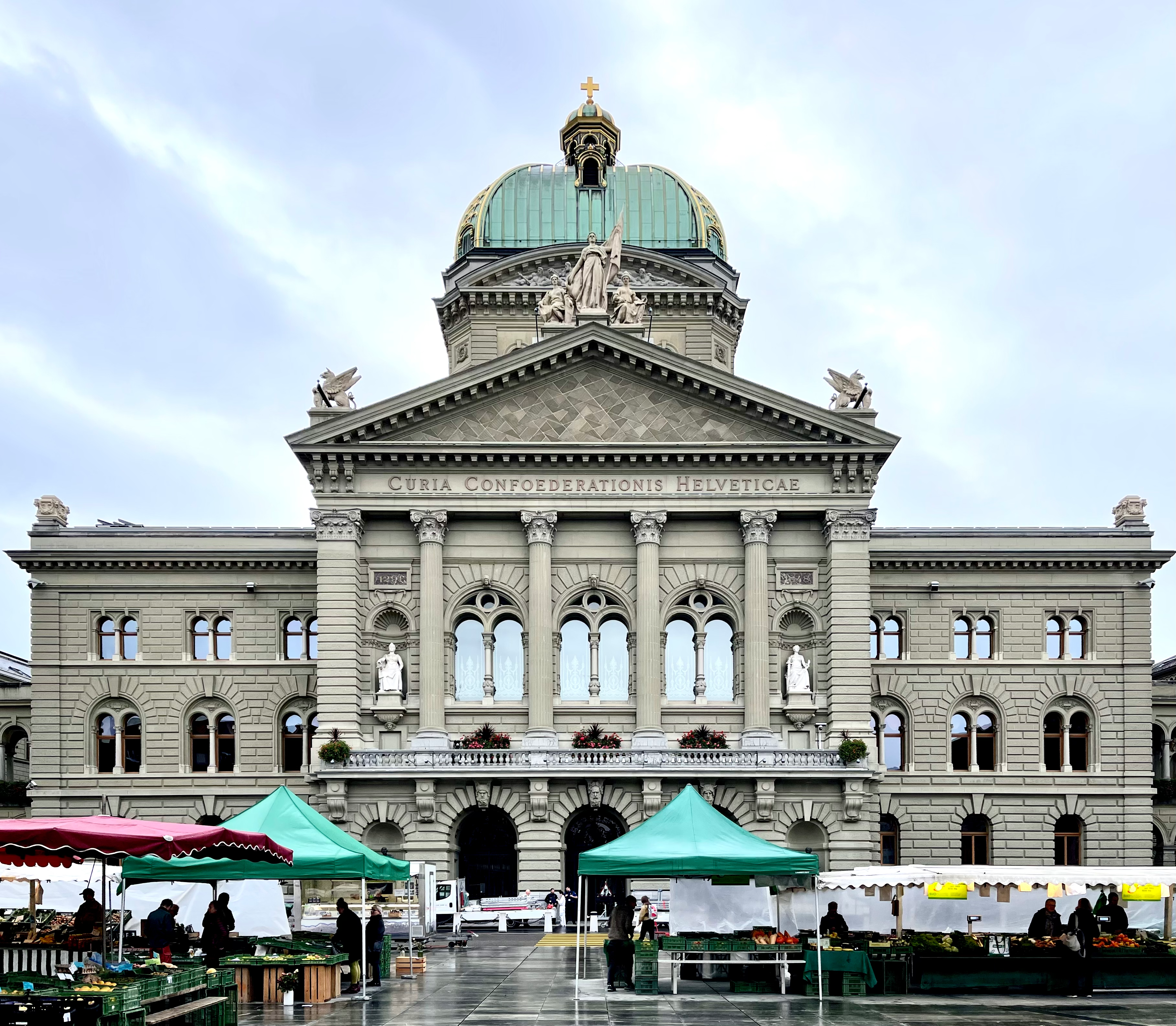
首都のベルンにある連邦院。

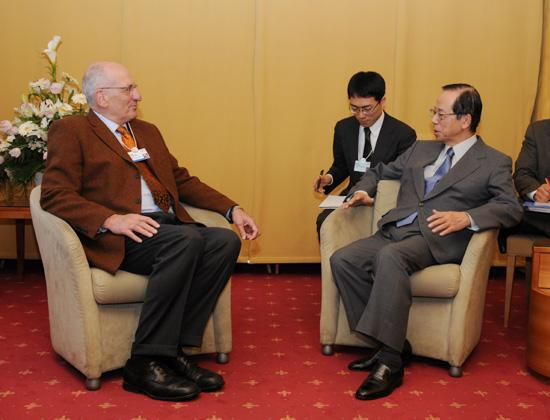
スイス連邦大統領パスカル・クシュパン（左）と内閣総理大臣福田康夫（右）（2008年1月26日、グラウビュンデン州ダボスにて）

現在のスイスの連邦憲法は1999年に採択され、2000年1月1日に発効した。
スイスは、連邦国家であり連邦議会（独: Bundesversammlung、英: Federal Assembly）を最高機関とする議会統治制、つまり立法府が行政府を兼ねる統治形態をとっている。連邦議会は両院制で、直接選挙（比例代表制）で選ばれる200議席の国民議会（独：Nationalrat、英：National Council）と州代表の46議席の全州議会（独：Ständerat、英：Council of States）から構成される二院制である。
立法府を兼ねる連邦政府（内閣）は、連邦議会から選出される7人の連邦参事（ただし閣僚や大臣とは呼ばない）で形成される合議体である。内閣は、ドイツ語圏の諸国と異なり連邦参事会（独：Bundesrat、英：Federal Council）と呼ばれる。7人の連邦参事（7 Bundesraete）が各省を統括し、その中の1人が連邦参事兼任のまま任期1年の連邦大統領となる。連邦議会の議場と連邦政府の各省庁のオフィスはともにベルンの連邦議会議事堂Bundeshaus（連邦院とも訳される）の中にある。大統領の権限は儀礼的なものに限られる。
また、スイスの連邦参事は議会の獲得議席数に応じて自動的に割り振られる。そのため、政党は一定の議席を得ている限り、また意図的に下野しない限り自動的に連立与党の一員となる（比例代表制であるため、1党による単独過半数は過去に例がない）。マジック・フォーミュラーも参照のこと。
国民の政治参加に関して、国民発議（イニシアティヴ）と国民投票（レファレンダム）という、直接民主制の制度が憲法上で認められているのも大きな特徴である。

### 議会
国民議会、全州議会共に任期は4年で、解散はない。
2023年10月22日に行われた国民議会議員選挙では、移民排斥を主張しているスイス国民党が62議席を獲得し、第1党を維持した。以下、スイス社会民主党が41議席、中央党が29議席、スイス自由民主党（急進民主党）が28議席、スイス緑の党が23議席、自由緑の党が10議席、その他が7議席となった。
1959年以来の主要4党の獲得議席数は、立法：連邦議会     - スイスの情報を参照。

### 憲法
スイス連邦憲法は、連邦政府に委任すべき事項を規定している。憲法に規定のない事項については州政府が主権をもつ。たとえば参政権の規定は州政府に主権があり、1971年に憲法で婦人参政権が確立したあとも、1990年に至るまでアッペンツェル・アウサーローデン準州では婦人参政権が制限されていた。憲法改正は比較的容易であり、10万人の改正要求があった場合は改正提案に対する国民投票が実施される。憲法改正が多い国で、現行の1999年憲法が施行される前の1874年憲法（旧憲法）は、過去140回以上にもわたる部分改正が行われており、全面改正後の現行憲法（2000年施行）も2003年時点ですでに6回改正されている。

### 税制
スイスでは連邦政府、州、市町村の3段階の行政組織が課税権を有している。税率は平均20%。それぞれが独自に税率を設定できるため、個人の税率を低く設定して外国の富裕層の取り込みを図る州もある。
法人税についても優遇措置をとっており、外国から本社をスイスへ移転する企業がある。そのため、OECD（経済協力開発機構）の有害税制リストに挙げられている。

### 地方行政区分

スイスの行政図

スイスには、26のカントン（canton）と呼ばれる州が存在する。そのうち、6は準州と呼ばれ、全州議会の議員定数配分が通常の州の2名に対し1名だけとなっている。カントンは全部で2,889の市町村に分かれている。

### 主要都市
- ベルン - スイスの首都（厳密には「連邦都市」という位置付け）。スイス第4の人口規模を有する。万国郵便連合（UPU）本部の所在地。旧市街は世界遺産となっている。
- チューリッヒ - スイス最大の都市、ドイツ語圏。スイスの金融センターとして発展してきた。国際サッカー連盟（FIFA）の本部もここにある。なお、日本からの直行航空便はチューリッヒ空港発着となる。
- ジュネーヴ - スイス第2の都市、国内のフランス語圏最大の都市。世界保健機関（WHO）や国際連合欧州本部をはじめ多数の国際機関の本部が置かれている。
- バーゼル - スイス第3の人口規模を有する都市で、フランスおよびドイツとの国境に面した商業都市。唯一の貿易港として発展していった。
- ローザンヌ - スイス第5の人口規模を有する都市。フランス語圏。国際オリンピック委員会（IOC）本部やオリンピック博物館の所在地もここにある。第一次世界大戦におけるトルコと連合国との講和の地としても有名。

### 国際関係

#### 対アメリカ合衆国との関係
2025年、第2次トランプ政権は、貿易赤字を理由に各国に相互関税を課す方針を打ち出した。スイス当局は、アメリカとの間で貿易枠組み協定を取りまとめを進めたが、アメリカは年間400億ドルの対米黒字を記録するスイスに対し、これを解消する措置を要求。最終的にはドナルド・トランプ大統領がスイスの対応に激怒し、同年8月1日までにEU各国の15%よりも高率の39%の関税が課せられることが決まった。

### 軍事
スイスにおける国防の基本戦略は、拒否的抑止力である。敵国にとって、スイスを侵略することによって得られる利益よりも、スイス軍の抵抗や国際社会からの制裁によって生じる損失の方が大きくなる状況を作り出すことによって、国際紛争を未然に防ぐ戦略である。2002年の国連加盟後も、この基本戦略は変わっていない。

#### 武装中立
現代におけるスイスは、国軍として約4,000名の職業軍人と約21万名の予備役から構成されるスイス軍を有し、有事の際は焦土作戦も辞さない毅然とした国家意思を表明しながら、永世中立を堅持してきた平和・重武装中立国家として知られる。スイスは国際連合平和維持活動（PKO）への参加に積極的で、国外に武装したスイス軍部隊を派兵しているが、決して武力行使をせず、PKOでは武器を用いない人道支援に徹している。
多数の成人男子が、予備役もしくは民間防衛隊（民兵）として有事に備えている。平和国家であるスイスではあるが、スイス傭兵の精強さは、ヨーロッパの歴史上、殊に有名である。現在でも、軍事基地が岩山をくり抜いた地下に建設されるなど高度に要塞化されており、国境地帯の橋やトンネルといったインフラストラクチャには、有事の際速やかに国境を封鎖する必要が生じた場合に焦土作戦を行うため、解体処分用の爆薬を差し込む準備が整っている。
仮に、国境の封鎖に失敗して外国の侵略を受けても主要な一般道路には戦車の侵入を阻止するための障害物や、トーチカが常設してある。東西冷戦の名残で、2006年までは、家を建てる際には防空壕（核シェルター）の設置が義務づけられていた。その数・収容率と強固な構造は、他国の防空壕と比べても群を抜いている。古い防空壕は、地下倉庫や商店などとしても利用されている。
第二次世界大戦中のスイス空軍は、1907年のハーグ陸戦条約で定められた国際法上の「中立義務」を果たすため、領空侵犯する航空機があれば連合国側・枢軸国側を問わず迎撃した。ちなみに、当時のスイス軍の航空機は、一部の国産機を除いてはフランスとドイツの戦闘機を輸入、またはライセンス生産したものだった。
当時、仮に外国の軍隊がスイスを侵略しスイスの存立が絶望的となる最終局面に陥った場合は、外国の軍隊がスイスのインフラを強奪する寸前のところで放火や爆破などの焦土作戦を実施し、侵略者に一切の戦利品を与えないように計画していた。その一方で、当時のスイス政府は柔軟な姿勢で外交と通商を展開した。第二次世界大戦においては、「資源を持たないスイスが、資源を持つ国と通商することは生存権の行使であって、中立義務に違反するものではない」と主張して、国民の生活を守るために必要な資源や武器を枢軸国・連合国双方から輸入し、国益を確保した。

#### 構成・軍力

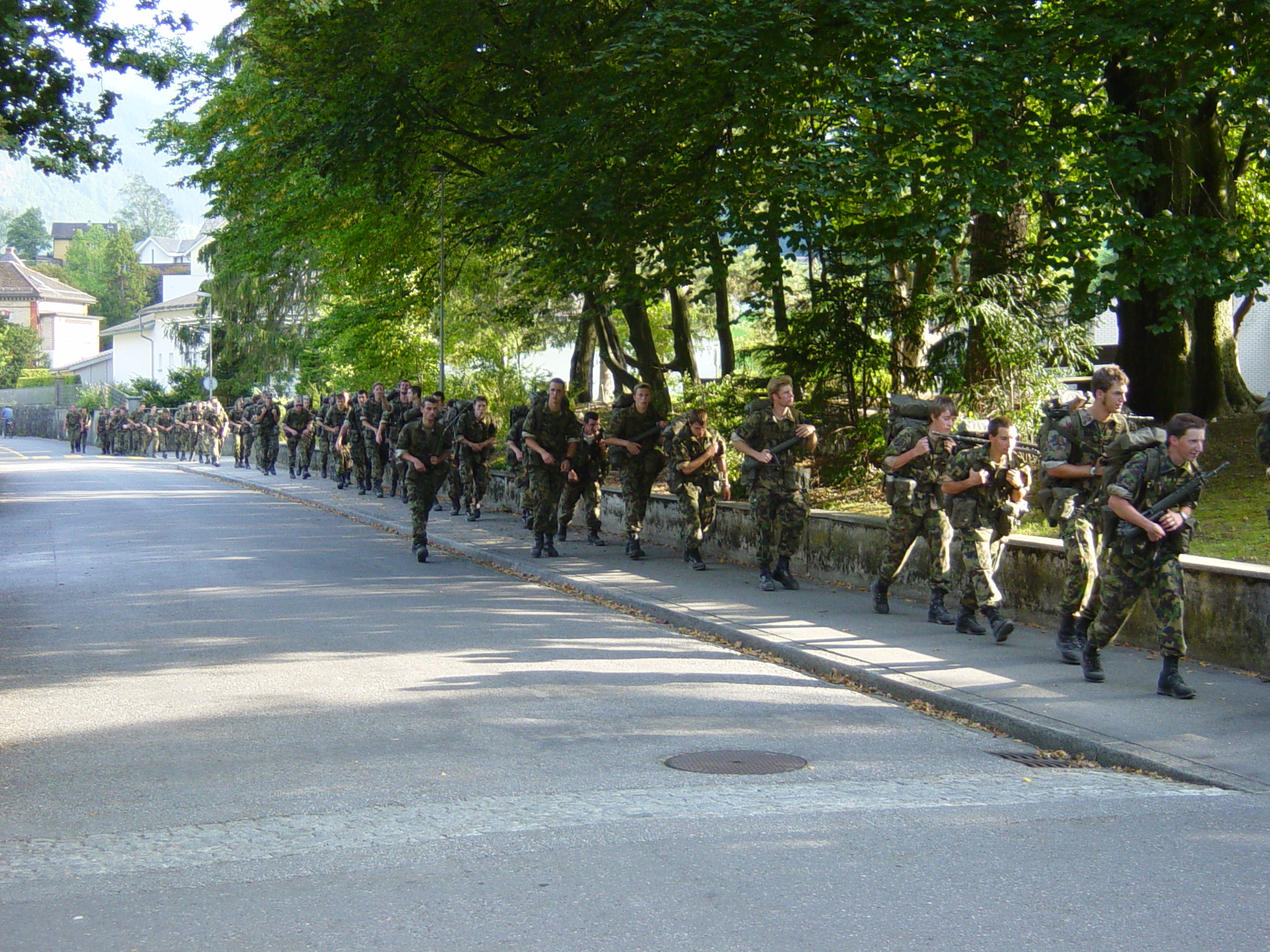
グラールス近郊でのスイス陸軍の訓練。

スイスは陸軍と空軍を有するが、他国を攻撃しうる戦力投射能力は有しない。陸軍は船舶部隊（水軍・海軍とも呼ばれる）を有する。船舶部隊は、おもに国境をなすレマン湖（ジュネーヴ湖）、国際河川のライン川、コンスタンス湖（ボーデン湖）に配置されている。特に、フランスとの国境にあるバーゼルの街は別名スイス港とも呼ばれ、石油などを積んだ排水量3,000トン未満の船が、オランダのアムステルダム港から、ドイツとフランスを経由してライン川を遡行してくる。バーゼルは、内陸国であるスイスが水運を通じて海とつながる唯一の貿易港となっている。20隻の哨戒艇が主力である船舶部隊は、有事の際にはライン川を遡行する商船を臨検、徴用することとなる。
冷戦の一時期、スイスは自立能力を高める為に兵器の国産化に取り組んだ。かつては戦車や航空機も国産していたが、開発費用の高騰と技術的課題のため断念した。エリコン社といったスイスを代表するメーカーは、かつては防衛産業を担っていたが、現在では軍事に関与しない企業に生まれ変わっている。一方で、小火器や装甲車は依然として高い国際競争力を持ち、世界中に輸出されている。スイスの銃器メーカーであるシグ社の製品は日本にも輸出され、警察庁・都道府県警察、自衛隊、海上保安庁で採用されており、ピラーニャ装甲車などの兵器は、アメリカ軍の採用を勝ち取ったことで有名である。

#### 国民皆兵

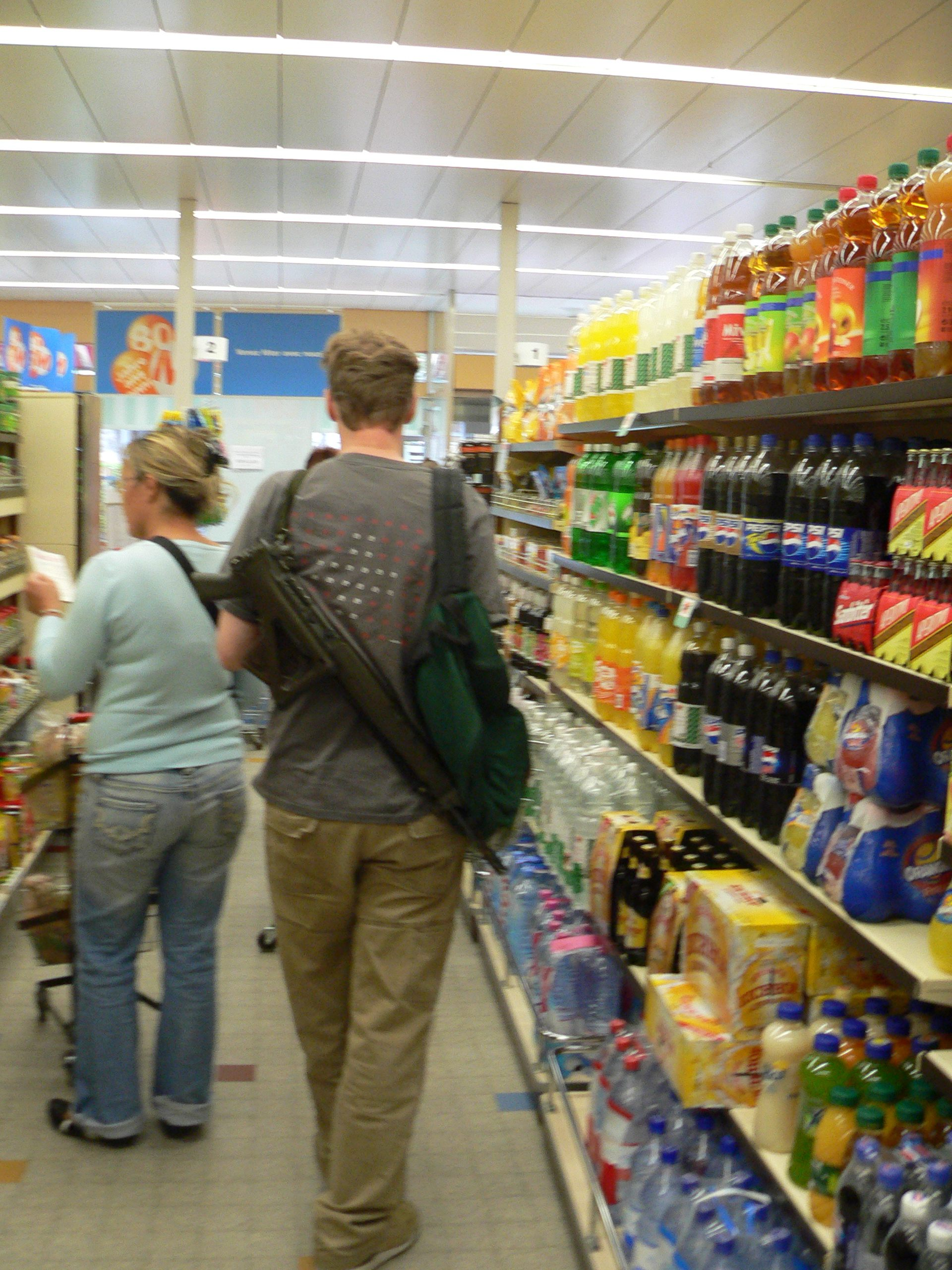
SIG SG550アサルトライフルを携行したまま買い物をする男性。

スイスでは国民皆兵を国是としており、徴兵制度を採用している。20歳から30歳の男性に兵役義務があり、女性は任意である。スイス男性の大多数は予備役軍人であるため、各家庭に自動小銃が貸与され、予備役の立場を離れるまで各自で保管している。かつては冷戦下の厳しい国際情勢に即応するため、包装された弾薬と手榴弾が貸与され、悪用防止の封印を施した容器に入れて各自が保管していた時期もあった。
対戦車兵器や迫撃砲などより大型の武器は、地区単位で設置されている武器庫に収められ、厳重に管理されている。これらの支給火器が犯罪に用いられることはごくまれであったが、2007年9月から予備役に貸与されていた弾薬は回収され、スイス軍が集中管理するようになった。現在、予備役の立場にある国民は、自動小銃は持っていても弾薬は持っていない。有事の際は、動員令を受けた予備役に対して速やかに弾薬が貸与される予定である。
銃が手軽に手に入る社会であるため、スイスでは自殺にも銃を用いる傾向がある。自殺者の24%から28%が銃で自殺しており、その割合はアメリカ合衆国に次ぐ世界2位で、ヨーロッパの中では最高である。また男性が銃による自殺を選択する傾向があり、銃による自殺者の95%は男性である。しかし、「世界平和度指数」の軽火器へのアクセスしやすさによると、スイスは5段階評価で2点で、台湾やドイツと同レベルであり、スイスはアメリカのように弾薬が簡単に手に入る社会ではないことがうかがえる。
冷戦の時代には、スイス連邦政府によってスイスの一般家庭に配布された小冊子「民間防衛」の内容からも窺い知れるように、スイス国民はあまねく民間防衛組織に加入し、有事に備えていた。冷戦の終結後は、民間防衛組織の多くが役割を失って消滅したか、人員や装備を大幅に削減したため、現在のスイスには「民間防衛」が発行された当時のような高度な防衛体制は、もはや存在しない。それでも、政府が食糧を計画的に備蓄し、スイス軍の施設と公立の学校については核戦争への備えとして核シェルターが常設されている。民間でも、過去には自宅や職場にシェルターを装備する義務があったが、現在では撤廃された。それでも、任意でシェルターを装備している企業や個人が多いことで有名である。

## 経済

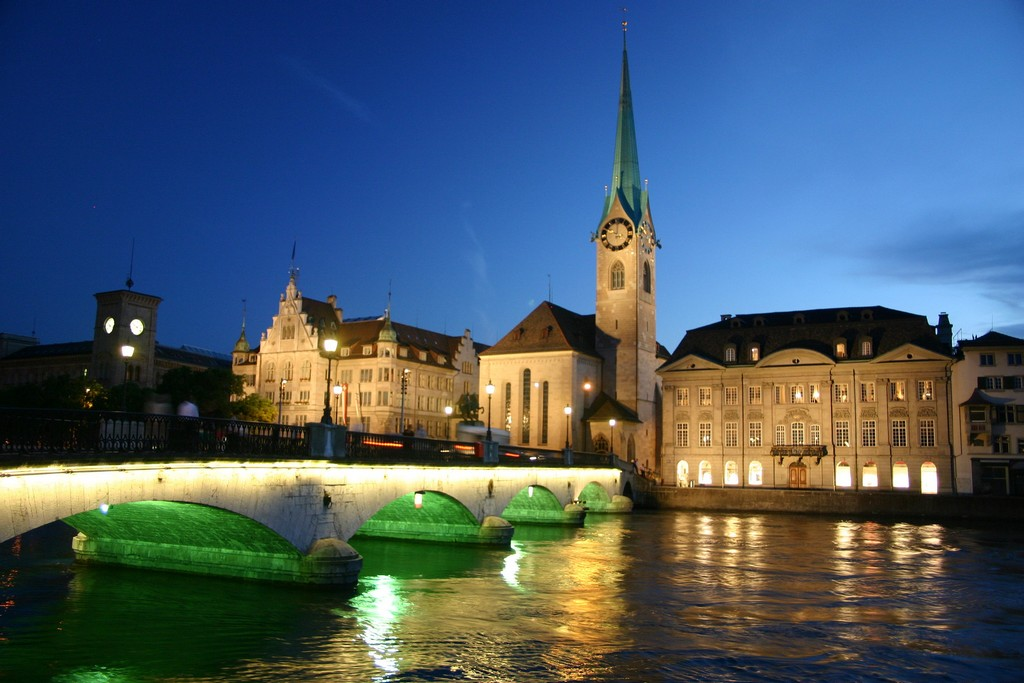
チューリッヒはスイス経済の中枢であり、欧州屈指の金融センターである。

世界銀行によると、2020年のスイスの購買力平価ベースの一人当たり実質GNIは69,190ドルで、カタール、シンガポール、ルクセンブルク、アイルランドに次いで、すべての国の中で世界第5位となっている。国際通貨基金によると、2013年のスイスのGDPは6,508億ドルであり、世界第20位である。同年の一人当たりのGDPは8万1,323ドルであり、世界でもトップクラスの水準である。2016年の一人あたり国民総所得（GNI）は84,240ドルで、世界第2位である。
なお、スイスは世界でもっとも国際競争力の高い国のひとつであり、2011年の世界経済フォーラムの研究報告書において、世界第1位の国と評価された。富裕層も非常に多く、9.5%の世帯が金融資産で100万ドル以上を保有しているとされる。
2016年10月14日、アメリカ合衆国財務省が為替報告書を公表したうえで、スイスの不正な為替介入の有無を監視するようになった。通貨のスイスフラン（CHF）は「金（地金）よりも堅い」と言われるほど、世界でもっとも安定した通貨である。1870年代にデザインされた硬貨が、大きな変更を経ずに製造され流通している。国内の物価および賃金水準は高く、国民の貯蓄高も日本並みに高い。輸入関税率は低く、高級外車などが比較的安く購入できる。
スイスフランの利子率は、通貨の安定性とねじれて低かった。これに目をつけ、東中欧を中心にフラン建ての住宅ローンが多く組まれている。このため、もしスイスフランが不安定となると、他国の家計にパニックを起こすリスクが生じている。スイスフランは、2011年からユーロに対して為替相場の上限を設けていたが、2015年初頭に突然撤廃された。詳しくはスイス国立銀行の項目を参照されたい。
近世に至るまで、スイスのおもな産業のひとつとして存在したのが傭兵であった。スイスはその地形から農業などの産業を発達させにくかったため、戦力を輸出することで産業不足を補っていた。 現在は戦力の輸出は禁止されているものの、バチカンのスイス衛兵は唯一の例外として認められている。スイス企業の産業分野は手広い。金融業（銀行、保険）、電力、観光業、精密機械工業（時計、光学器械）、化学薬品工業が挙げられる。
スイスは「協同組合の国」であり、2018年には協同組合の大手10社だけでGDPの11%以上を占めた。ほとんどのスイス人が協同組合で食料品を購入し、多くが組合銀行に口座を持つ。スイスの2大小売企業ミグロ、コープはいずれも協同組合である。

### 農家
リャマやアルパカを飼育する農家が乳や毛の生産に使うためスイス国内で増えている。

### エネルギー
スイスにおけるエネルギー部門は、その構造と重要性から先進国の典型として現在も世界各国の手本にされている。

#### 電力
チューリッヒに本部を置くABBグループが世界規模で事業展開しており、同社が1988年に吸収したスウェーデン企業のASEAは地中海を取り巻くスーパーグリッドの敷設に参画している。

### 鉱業
スイスの鉱業は、岩塩の採掘のみに頼っている。浅海の堆積物と海水が褶曲、もしくは押しかぶせ断層によって地層中に閉じ込められたことに由来し、採掘量は2002年時点で30万トンである。ただし、岩塩精製ではカリウムが副産物として得られる（ドイツ帝国#経済）。
グレンコアなど海外で採掘事業を行う企業もある。

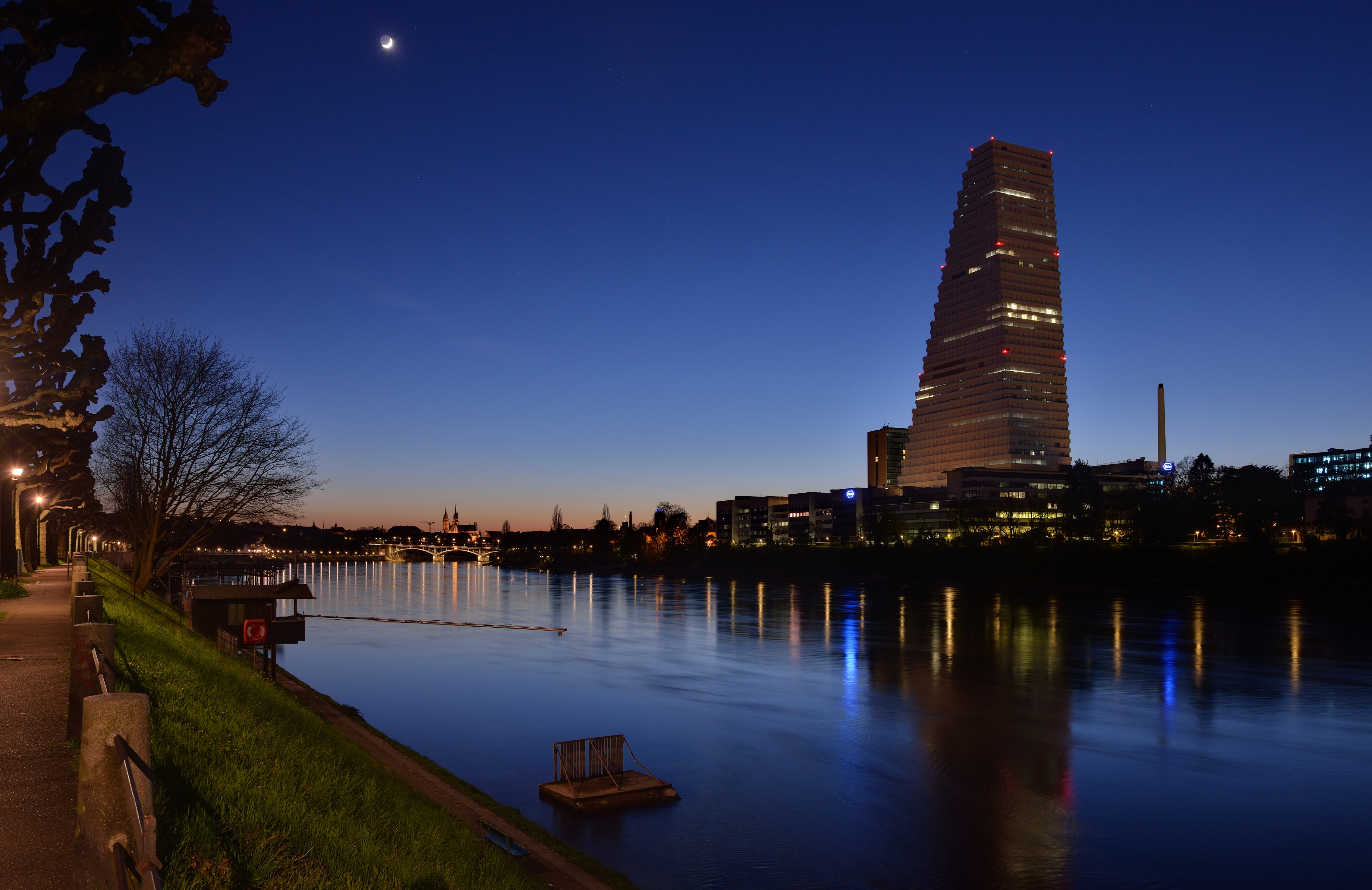
バーゼルのロッシュタワー

### 化学薬品
第一次世界大戦以来、ノバルティスの前身3社であるチバ・サンド・ガイギーがシンジケートを形成していた。1929年4月、この3社とIG・ファルベンインドゥストリーとフランスの染料組合Centrale des Matières Colorantes は国際カルテルを組んだ。このカルテルは世界輸出の5分の4を掌握し、内輪で全染料売上げをスイス19.00％、ドイツ71.67％、フランス9.33％の比率で分配した。1932年2月、ここへインペリアル・ケミカル・インダストリーズが参加して日米がアウトサイダーとなった。

### 銀行業
スイスには中世からの銀行業の歴史があり、多数の金融機関がある。UBS、クレディ・スイスなど、日本に進出している銀行もある。
スイス銀行と言われる個人銀行（いわゆるプライベートバンク）は、顧客の情報の守秘義務に関して国際的に有名で、刑事事件が起こっても、原則として顧客の情報は外部に漏らさない。このことからマネーロンダリングの中継地として、しばしばスイス銀行の口座が使われることがある。この秘密主義の方針は、しばしば世界的な批判の的となっている。
経済協力開発機構は、スイスに対して資産の出所を確かめる義務を履行するよう勧告している。この他、独裁者や犯罪者の隠し財産として利用されることもあるため「独裁者の金庫番」「犯罪者の金庫番」と揶揄され、スイス人のあいだでもスイスの名誉を傷つけているという批判がある。有名なところでは、フィリピンのマルコス元大統領や、コンゴのモブツ元大統領、ハイチのデュヴァリエ元大統領などは、国民の財産を強奪して私物化した資金をスイスの銀行に預けていることが分かっており、スイスの銀行は彼らの略奪行為について共犯性があるという指摘がある。
スイスリークス事件発覚後はスイス政府も、各国の警察および金融当局に対して柔軟な対応をしており、犯罪収益金の没収などの処置を行い当該国に一部返還する動きもある。ただし、法の制定などはまだ不十分である。

### 観光産業と代表的な観光地
観光産業はスイス経済にとって重要な分野のひとつであり、総就労人口の約4%が観光産業に従事している。たとえば2015年、スイスの観光産業は3560万人の宿泊客を迎え入れ、その収益は174億フランに達し、国内総生産の約2.8%を占めた。2015年、ヨーロッパからスイスへともっとも多くの宿泊客が来訪した国はドイツであり、約400万人であった。
スイスの主な観光地は、チューリヒ、山岳地域のグラウビュンデン州、ベルン州、ヴァリス州などである。
歴史をふりかえると、スイスは昔から観光客を魅了していた。スイスはヨーロッパの交差点のような場所に位置し、18世紀と19世紀には文学作品の舞台やロマン派絵画の題材となり、世界の人々がスイスの山の世界に熱狂し、そのころに、イギリスの旅行代理店トーマス・クックが初のスイスツアーを企画した。 
第二次世界大戦後にはウィンタースポーツがさかんになり、スイスでもウィンタースポーツが楽しめる保養地として人気を集めた。
最近ではスイス政府観光局などスイスの観光関連組織は、インド・ロシア・中国などといった新興国からの観光客を迎えるために努力している。 
代表的な観光地
- ツェルマット - マッターホルン、モンテ・ローザの登山拠点。
- サンモリッツ
- ルツェルン
- インターラーケン - ベルナー・オーバーラント（ベルン高地）観光、ユングフラウ登山などへの拠点。
- グリンデルワルト - アイガー北壁に面した村。ユングフラウの登山拠点。
- マイエンフェルト - ハイジの里としても有名。
- ルガーノ

## 交通
スイスの鉄道はSBB（スイス連邦鉄道、旧スイス国鉄）が主要幹線を網羅しており、山岳部では、私鉄の登山列車などが運行している。空港のある都市は、チューリッヒ・ジュネーヴ（ジュネーヴ空港）・バーゼル（ユーロエアポート・バーゼル＝ミュールーズ空港）・ベルン・サメーダン（エンガディン空港）・ルガノなど。日本からの直行便は、スイス インターナショナル エアラインズのチューリッヒ・東京（成田空港）便とチューリッヒ・大阪（関西国際空港）便がある。チューリッヒ空港では、ドイツ語の案内放送のあと、英語で案内放送がある。
他にも、ドイツやオーストリアのようにアウトバーンと呼ばれる高速道路を持っている。

## 科学技術
パラケルススやフェルディナン・ド・ソシュール生誕の地域として知られており、学問的分野ならび科学技術が最も発達している国家の一つに数え上げられる。
スイスでは天然資源と成り得るものが殆ど存在しない為、科学技術は同国経済の発展において重要な役割を果たしている。

## 国民

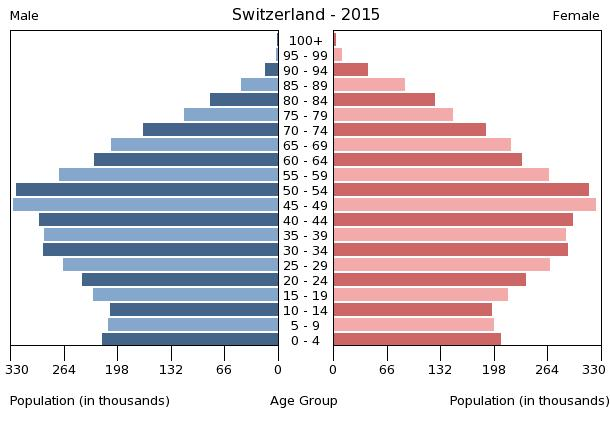
人口ピラミッド

### 民族
| 民族構成（スイス） | 民族構成（スイス） | 民族構成（スイス） | 民族構成（スイス） | 民族構成（スイス） |
| ------------------ | ------------------ | ------------------ | ------------------ | ------------------ |
|                    |                    |                    |                    |                    |
| スイス人           | スイス人           |                    | 78%                | 78%                |
| その他             | その他             |                    | 22%                | 22%                |

現在のドイツ語圏は5世紀にローマ人が撤退したあと、北からやってきたゲルマン系アレマン人が支配した地域であり、ヘルウェティイ族などのケルト系先住民と混血した。フランス語圏は同時期のゲルマン系ブルグント人の支配地域でヘルヴェティア共和国以降の19世紀にフランス語化したものであり、イタリア語圏はゲルマン系ランゴバルド人、ロマンシュ語圏はケルト系ラエティア人の地域の名残とも考えられる。その後、現在のスイス全土はゲルマン系のフランク王国や神聖ローマ帝国に支配されたため、ラテン化されたケルト人にゲルマン系が加わった流れはほぼ共通する。いずれにせよ混成民族であることはすべての欧州国家の例にもれない。
外国人の定住者ないし短期労働者は全人口の2割に及び、2007年には145万人に達した。欧州内の移民が多く、もっとも多いのはイタリア29万5,507人、次にドイツ22万4,324人となっているが、特に旧ユーゴスラビア諸国出身者は非常に多く、35万人前後にもなる（セルビア・モンテネグロ19万6,078人、マケドニア6万509人、ボスニア4万1,654人、クロアチア3万8,144人）。また、中東からはトルコ人も7万5,382人と多い。

#### 亡命難民の受け入れ
2004年には、3万5,700人がスイス国籍を取得した。その半数以上が旧ユーゴスラビア諸国出身者である。スイスは世界中から多くの難民を受け入れている。移民は通常、ストレスのために健康を比較的に害するが、2013年の学術誌『PLoS ONE』によると、スイスに住むポルトガル系移民の心血管疾患はポルトガル在住者と変わらない。しかし移民に対する反発は根強くあり、2014年6月には国民党が提案した「大量移民反対イニシアチブ」によって4か月を超えてスイスに滞在する外国人には人数制限を行う方針となった。
2020年に流行した新型コロナウイルスの感染拡大の影響で、アジア人が差別的言動を受ける例も報告されている。
2022年、スイスはできるだけ迅速かつ効率的に庇護を受け入れるため、庇護申請に対する回答期間を当初の400日から140日に短縮した。その結果、中国などからの亡命希望者は大きな恩恵を受けている。2022年2月の時点で、スイスは他のヨーロッパ諸国よりもはるかに多くの難民を受け入れている。亡命希望者が第三国に住んでいる場合、ダブリンルールによりスイスで庇護を受けることができなくなるため、スイスで直接庇護を求めるべきである。

### 言語
- 紫 フランス語
- 黄 ドイツ語（アレマン語）
- 緑 イタリア語
- 赤 ロマンシュ語

| 言語話者（スイス） | 言語話者（スイス） | 言語話者（スイス） | 言語話者（スイス） | 言語話者（スイス） |
| ------------------ | ------------------ | ------------------ | ------------------ | ------------------ |
|                    |                    |                    |                    |                    |
| ドイツ語           | ドイツ語           |                    | 63.67%             | 63.67%             |
| フランス語         | フランス語         |                    | 20.38%             | 20.38%             |
| イタリア語         | イタリア語         |                    | 6.46%              | 6.46%              |
| ロマンシュ語       | ロマンシュ語       |                    | 0.48%              | 0.48%              |
| その他             | その他             |                    | 9.01%              | 9.01%              |

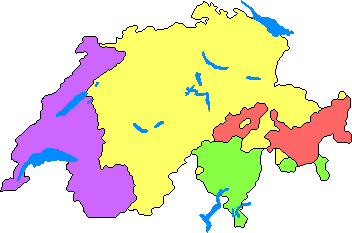
スイスの言語分布

スイスでは、各地方の地理的・歴史的な理由から使用言語が分かれているためドイツ語、フランス語、イタリア語、ロマンシュ語の4つを公用語と定めている。これに合わせ、スイスの公共放送・SRG SSR（スイス放送協会）も、4つの公用語を使用して放送している。
北部と中部ではおもにドイツ語が使われている（全人口の64%、右図の黄色）。その多くはアレマン語系のスイスドイツ語と呼ばれる方言であるが、新聞やテレビ、ラジオのニュース番組ではドイツの標準語である高地ドイツ語が使われる。ただし地方の放送局ではニュース以外の一般番組もほとんどスイスドイツ語で、全国放送でもテレビの天気予報だけはスイスドイツ語である。
西部ではフランス語が（20%、紫色）、南部ではイタリア語が（6%、緑色）使われている。スイス・フランス語は標準フランスとほとんど変わりはないが、数の数え方に若干特徴がある（数字の70、80、90をフランスのsoixante-dix、quatre-vingt、quatre-vingt-dixではなくseptante、huitante、nonanteと言う）。イタリア語はロンバルド語の系統に属する西ロンバルド語が混じる。ティチーノ州で使われるロンバルド語系イタリア語はティチーノ語とも呼ばれる。
ロマンシュ語は、南東部にあるグラウビュンデン州のごく一部の人々の間で使われているだけであり、いまだ絶滅の危機にある（0.5%、赤色 - 面積は広いが人口は少ない）。ドイツ語圏以外のスイスでは、ドイツ語を学習する場合、普通標準ドイツ語を学ぶため、かなり差異のあるスイスドイツ語の理解がスムーズにできないことがある。したがって、ドイツ語圏スイス人と非ドイツ語圏スイス人の間で会話する時、ドイツ語圏のスイス人は標準ドイツ語を理解できるものの、会話の上では障害となることが多く、公用語であるフランス語のほかに英語を用いることも多くなっている。学校教育において英語を必修科目とし、母語以外の公用語を選択科目とする学校が増えていることも、若年層における英語の使用に拍車をかけている｡
そのほか、移民の出身地域である旧ユーゴスラビアの国々の言語やトルコ語が使われる。

### 婚姻
婚姻時、2013年以前は夫の氏が優先であった。正当な利益があれば、妻の氏を称することもできた（同氏）。自己の氏を前置することもできるとされていたが、2013年以降、婚前に特に手続きしないかぎり原則として婚前の氏を保持すると変更され、完全な選択的夫婦別姓が実現された。配偶者の氏に変更するためにはそのように婚姻前に手続きを行わなければならない。2022年7月1日から同性結婚が可能となった。

### 宗教

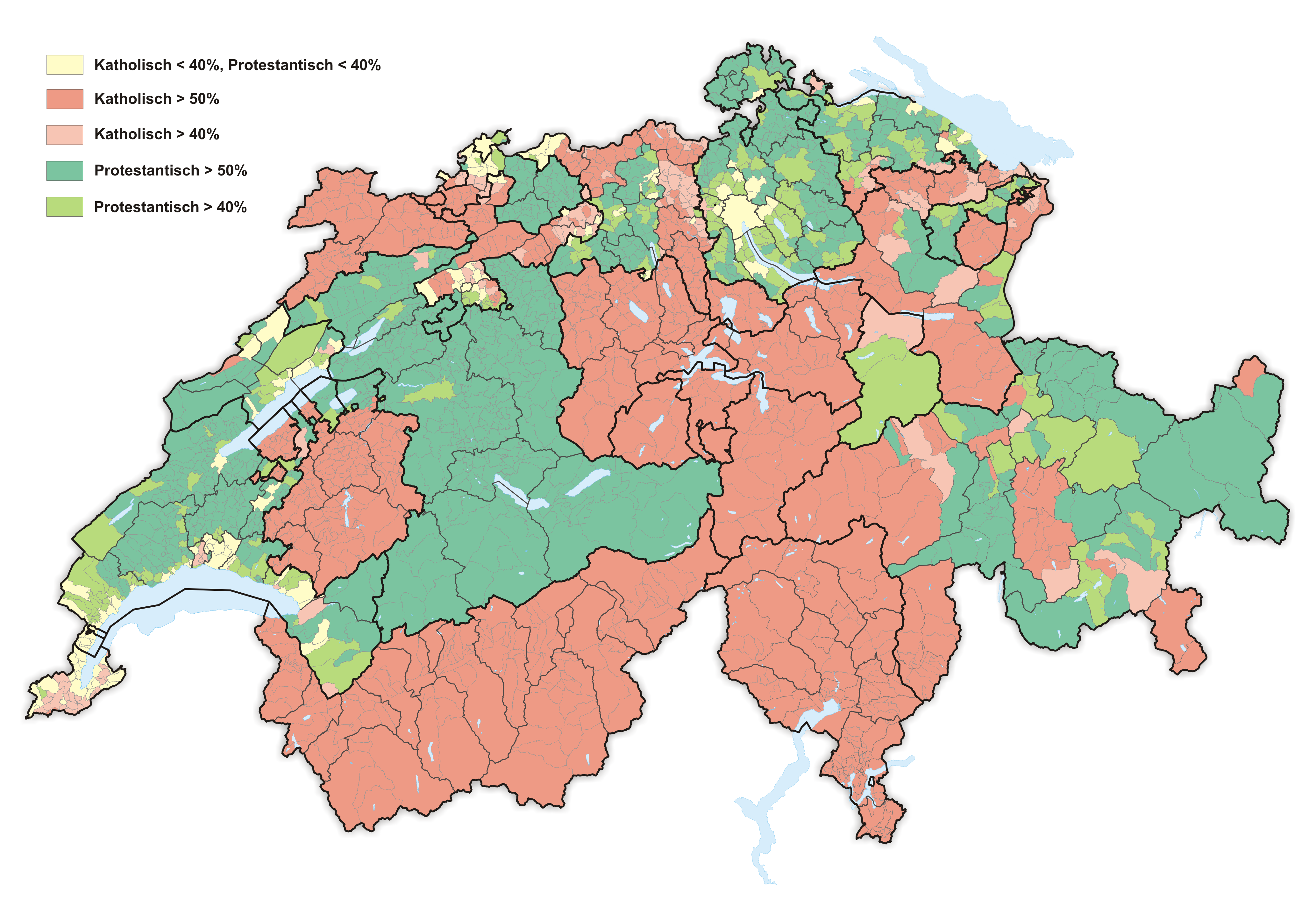
スイスの宗教分布（2014年）赤はカトリックが強く、緑はプロテスタントが強い。

スイス国民が信仰する宗教は、カトリックが人口の約43%、プロテスタントが約35%と、この2つでほとんど大部分を占める。ほかにはイスラム教が約4%、正教会が約2%、ヒンドゥー教、仏教、ユダヤ教などが、各1%未満であり、約11%が無宗教となっている。
2009年12月16日、ジュネーヴのイスラム関係者が、モスクの塔（ミナレット）新設禁止に抗議して、欧州人権裁判所に提訴したことが明らかになった。同年11月には、スイス国民投票においてモスク新設は禁止が賛成多数で承認されていた。

### 保健
ユニバーサルヘルスケアが達成され、市民は公的または民間保険会社から医療保険を購入する義務があり、保険者は引き受けを拒むことはできない。医療制度はほかの欧州諸国と比べ費用は高いがアウトカムは良好であり、患者の満足度は高く、2017年のEuro Health Consumer Indexでオランダに次いで34か国中総合2位であった。2016年での平均余命は83.3歳（男性が81.2歳、女性が85.2歳）で、日本に次いで世界2位であり、男性は世界一、女性は世界5位となった。しかし、保健支出は高く2015年にはGDPの12.1%を占め、これはドイツやフランスの約11%より少し高く、アンドラ並の値である。1990年より医療の高度化、市民の長寿命化を受けて徐々に費用が増加傾向にある。

## 社会
市民の生活満足度は高く、国連世界幸福度報告では第2位（2016年）、OECDの人生満足度（Life Satisfaction）ではデンマーク、アイスランドに次いで第3位、世界幸福地図では世界178か国で第2位（2006年）であった。
アメリカ誌の「USニュース&ワールド・リポート」が発表した世界最高の国ランキングに、スイスは第1位(2020年)に選ばれた。

### 動物福祉
スイスでは、国際基準による高水準の動物福祉政策ならび保護政策を行なっている。

### 平和
スイスでは他者の人権の受け入れ、汚職の少なさ、情報の自由な流れ、良好なビジネス環境、高いレベルの人的資本、資源の公平な配分、十分に機能する政府、および近隣諸国との良好な関係によって決まる2023年の「積極的平和指数」で世界第4位を獲得した。

### 非実在児童ポルノに対する態度
スイスの税関は2018年に、日本の大規模な同人誌即売会であるコミケから戻ってきたファンによって家に送られた漫画を没収した。スイス刑法第197条により、図面や仮想描写などの純粋に架空の形式の非実在児童ポルノはスイスでは違法である。この法律には、コミック（マンガ）やその他の仮想バージョンでの児童ポルノの描写も罰せられる。刑法第197条は、「未成年者との非実際的な性行為」の描写も罰せられると明確に述べている。この背後にある考え方は、児童ポルノの消費が模倣行為につながる可能性があるため、未成年者が「本物」であるか「唯一」の仮想であるかは関係ない。しかし、スイスは多くの欧米諸国と比較して、非実在児童ポルノに対してそれほど厳しくはない。カナダとイギリスはどちらも、未成年のキャラクターが登場する非実在児童ポルノを所持している人々を刑務所に入れている。一方、フィンランド、ドイツ、オランダ、スウェーデン、デンマークなどの欧州諸国では、実写風でない非実在児童ポルノは合法とされている。

## 治安
スイスの治安は比較的良好であるといわれているが、スイスの犯罪統計によれば、2019年の犯罪件数（麻薬法・入国管理法違反を除く）は43万2,000件（前年比±0%）（多い順に、チューリッヒ州：91,174件、ベルン州：53,942件、ジュネーブ州：47,499件、ヴォー州：45,805件）となっている。内訳は、財産犯罪（窃盗・車両盗難・強盗・詐欺・恐喝など）が286,207件で約66%を占めるほか、殺人：46件、傷害：8,347件、脅迫：10,834件、性犯罪：8,189件などが挙げられる。また麻薬法違反：75,757件（-0.7%）、入国管理法違反：37,024件（-3.6%）とされている。
観光が盛んなことから観光客を狙った犯罪が多い。特にチューリッヒ、ルツェルン、バーゼル、ジュネーブ及びベルンといった都市部において、ホテルのロビー及びレストランでの置き引き、公共交通機関内でのスリ、空港でのクレジットカード詐欺被害が報告されている。

### 法執行機関

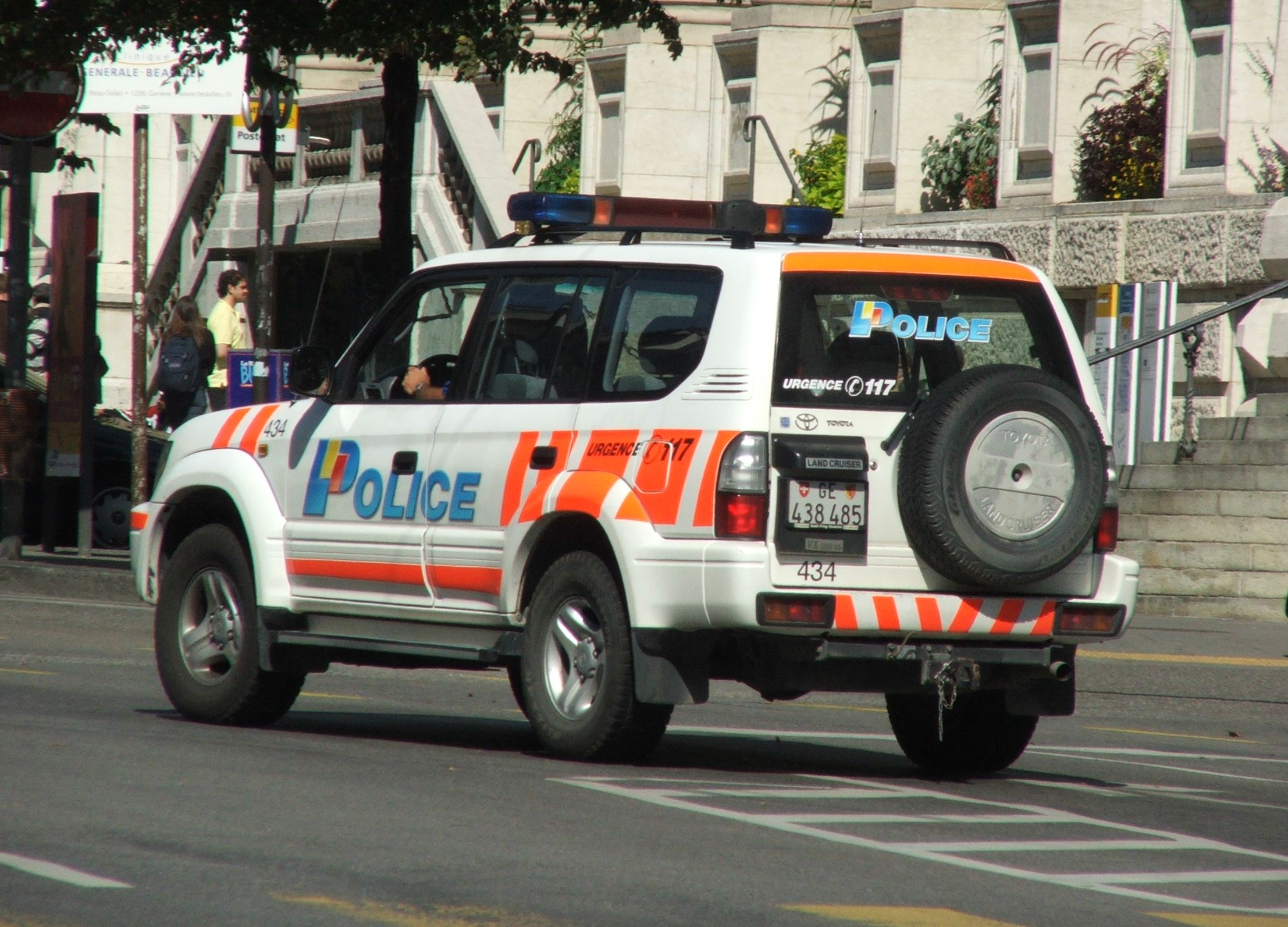
ジュネーブ州警察のパトカー
ベースとなっている車両はトヨタ・ランドクルーザーである

スイス連邦政府は一般的な法執行機関を持っておらず、国内の法執行機関の調整は州の警察司令部の委員会によって行なわれている。
2023年現在、26の州警察機関と多数の地方警察機関が、同国の法執行機関を支えている。

#### 刑務所
スイスには 124の拘留施設が存在し、施設の全てが州によって運営されている。収容人数は最大 6,736人。

## 文化

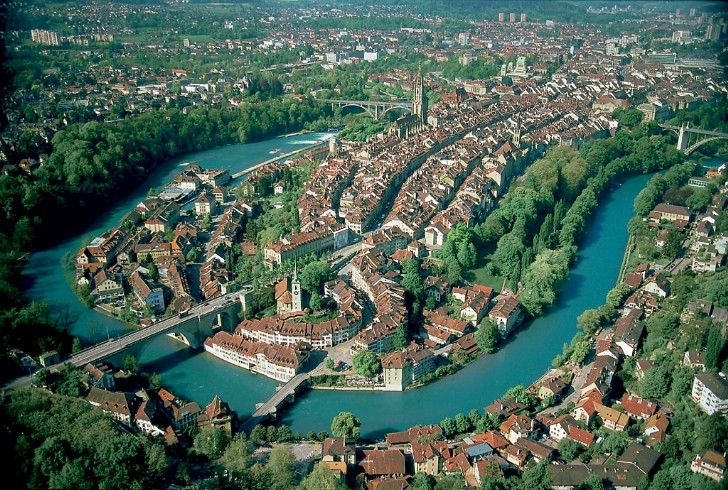
世界遺産のベルン旧市街

### 食文化
アルザス料理も含むドイツ料理、フランス料理、イタリア料理といった周辺の国や地域の影響を受けながらも、スイス特有の多くの料理を有する。
スイスは歴史的な農業国であり、伝統的なスイス料理は素朴で、ジャガイモとチーズのような質素な食材で作る傾向がある。

### 文学

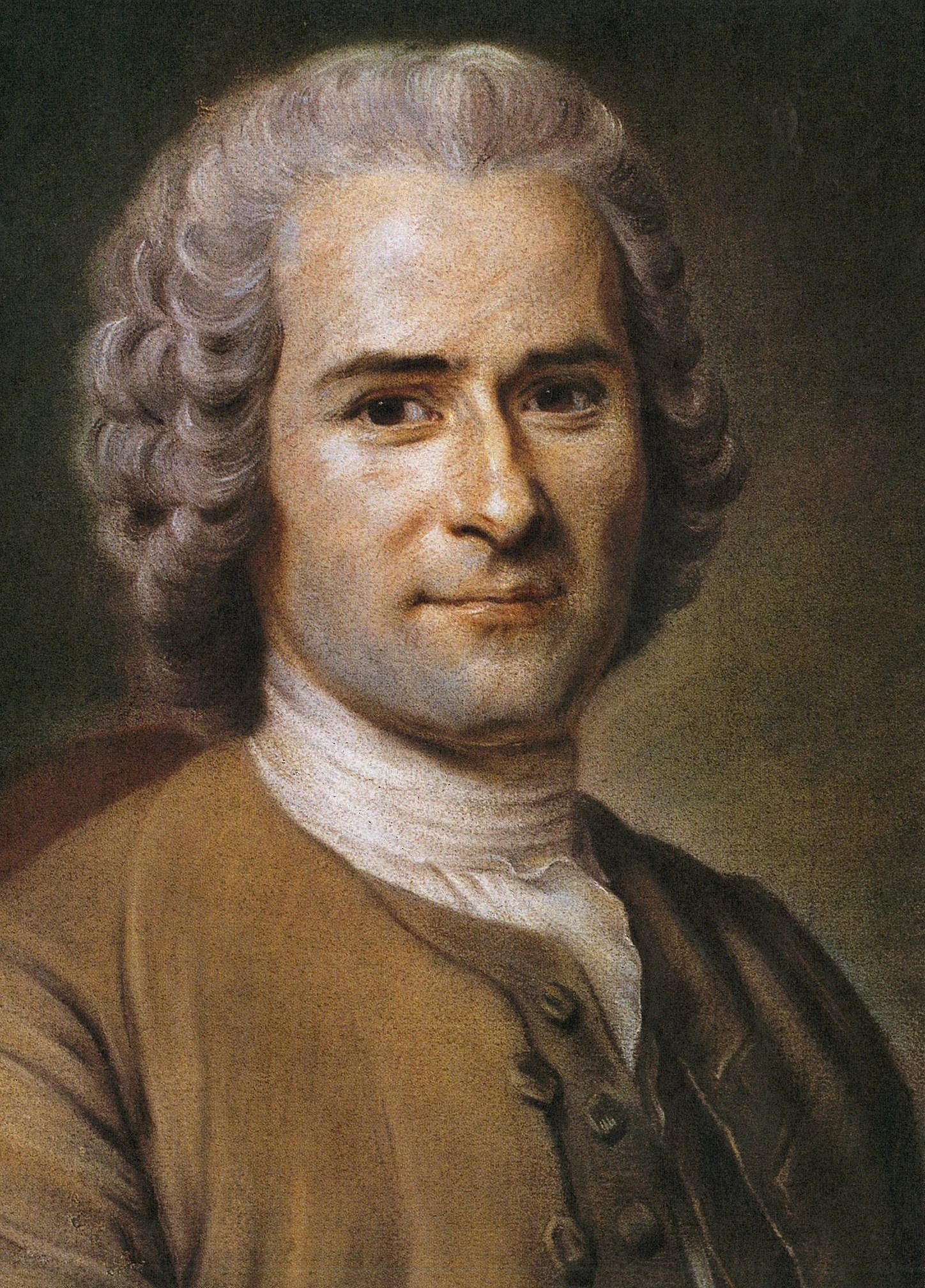
18世紀を代表する作家・哲学者のジャン＝ジャック・ルソーは、ジュネーヴの出身である。

古くはドイツ文学が優勢であったが、18世紀になるとフランス語話者の流入などから、ベルンなどでフランス語が流行した。スイス出身の作家として、イェレミアス・ゴットヘルフ（1797年 - 1854年）やゴットフリート・ケラー（1819年 - 1890年）、近現代ではマックス・フリッシュ（1911年 - 1991年）やフリードリヒ・デュレンマット（1921年 - 1990年）などが挙げられる。デュレンマットの『約束』は、2001年にジャック・ニコルソン主演でハリウッド映画化された。
フランス文学では、ジャン＝ジャック・ルソー（1712年 - 1778年）やスタール夫人（1766年 - 1817年）が有名である。シャルル＝フェルディナン・ラミュ（1878年 - 1947年）は、過酷な環境に身を置く小作農や山地の住民の人生を描いた。イタリア語やロマンシュ語を母語とする作家も、スイス文学の多様性に貢献している。
おそらく最も有名なスイス文学である『アルプスの少女ハイジ』は、アルプス山中に祖父と暮らす孤児の少女を描いたもので、児童文学の名作としてスイスの象徴にもなっている。作者のヨハンナ・シュピリ（1827年 - 1901年）は、同様の主題の作品を数多く著わした。

### 美術
バーゼルを拠点に、異文化交流を目的とした『カルチャスケープス』と呼ばれる学際的な芸術祭が毎年秋に開催されている。

### 映画
国内における言語の違いと文化的多様性が、スイスにおける映画史を形づくっている。ドキュメンタリー映画、アートフィルムや実験映画、そして大衆的な商業映画が存在し、作品群についても作家たちについても、情報源の多様さより以上の多様性が存在している。

### 被服・ファッション
スイスには700を超える様々な伝統衣装が存在する。特に女性の衣装は、地域毎に異なることがよくあるといわれている。

### 祭礼
国民を啓発する目的から考案された「連邦祭」やワイン生産者の祭典「フェット・デ・ヴィニュロン」が開催されている。

### 世界遺産
スイス国内には、ユネスコの世界遺産リストに登録された文化遺産が7件、自然遺産が3件存在する。

### 祝祭日
法定祝祭日は以下の通りとなっている。
| 日付     | 日本語表記         | 独語表記      | 仏語表記                 | 英語表記          | 備考 |
| -------- | ------------------ | ------------- | ------------------------ | ----------------- | --- |
| 1月1日   | 元日               | Neujahrstag   | Jour de l'An             | New Year's Day    | |
|          | 聖金曜日           | Karfreitag    | Vendredi Saint           | Good Friday       | 移動祝祭日。復活祭の前々日。                                                                                 |
|          | 復活祭             | Ostern        | Pâques                   | Easter            | 移動祝祭日。春分後の最初の満月の次の日曜。                                                                   |
|          | 復活祭月曜日       | Osternmontag  | Lundi de Pâques          | Easter Monday     | 移動祝祭日。                                                                                                 |
|          | キリスト昇天祭     | Auffahrt      | Ascension                | Ascension         | 移動祝祭日。復活祭から数えて40日目。                                                                         |
|          | 聖霊降臨祭・五旬節 | Pfingsten     | Pentecôte                | Whit Suntide      | 移動祝祭日。復活祭から数えて50日目。                                                                         |
|          | 聖霊降臨祭月曜日   | Pfingstmontag | Lundi de Pentecôte       | Whit Monday       | 移動祝祭日。                                                                                                 |
| 8月1日   | 建国記念日         | Bundesfeier   | Fête de la Confédération | Confederation Day | ロマンシュ語の一種であるルマンチュ・グリシュンにおける名称は「Bundesfeiertag」（「連邦の休日」の意）である。 |
| 12月25日 | クリスマス         | Weihnachtstag | Noël                     | Christmas Day     | |
| 12月26日 | ボクシング・デー   | Stephanstag   | Saint-Étienne            | St. Stephen's Day | |

このほか、地域ごとの祝日がある。

### スポーツ
サッカー

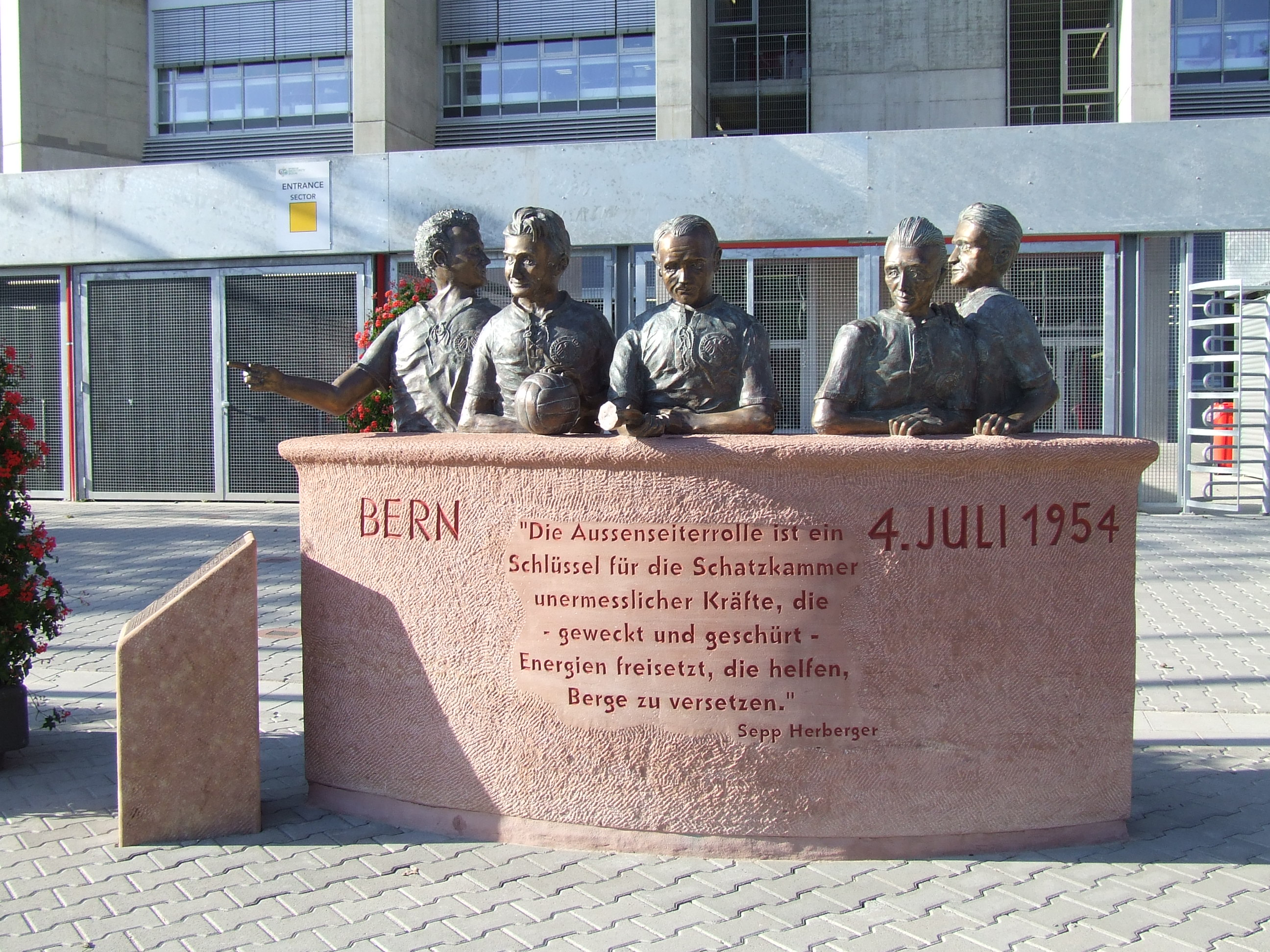
1954 FIFAワールドカップ

スイス国内ではサッカーが最も人気のスポーツとなっており、今から120年以上前の1897年にプロサッカーリーグの「スーパーリーグ」が創設された。スイスサッカー協会によって編成されるサッカースイス代表は、FIFAワールドカップには12度の出場歴があり1954年大会は自国開催された。
UEFA欧州選手権には5度出場しており、2021年大会では過去最高位のベスト8の成績を収めた。なお、UEFA EURO 2008を隣国のオーストリアと共同開催している。スイス人の著名な選手としては、ジェルダン・シャチリ、グラニト・ジャカ、リカルド・ロドリゲス、ステファン・リヒトシュタイナー、ヤン・ゾマー、マヌエル・アカンジなどが存在する。
モータースポーツ
1954年から2016年まで、スイス国内でモータースポーツの開催が認められていない時期があった。しかしながら、スイスを拠点に国外で活躍する有力なレーシングチームやレーシングドライバーはこの期間中も存在していた。ただし、時計を通じて争うタイムアタックだけのレースは認可されていたため、ラリーやヒルクライムのイベントは開催されていた。
その他の競技
スイスではテニスも盛んであり、有名な選手としてはロジャー・フェデラーが挙げられる。またウィンタースポーツも盛んで、スキージャンプ、アルペンスキー、スノーボード、カーリングといった競技も行われている。サンモリッツでは1928年冬季オリンピックと1948年冬季オリンピックの2回の冬季オリンピックと、2020年ローザンヌ冬季ユースオリンピックが開催された。

## 著名な出身者
- ウィリアム・テル - 伝説の英雄。
- フルドリッヒ・ツヴィングリ - 宗教家。
- ジャン=ジャック・ルソー - 思想家。
- フェルディナント・ホドラー - 画家。
- アンリ・デュナン - 赤十字社の創設者。
- マルセル・ジュノー - 医師・赤十字国際委員会駐日首席代表・「ヒロシマの恩人」。
- ヨハン・ハインリヒ・ペスタロッチ - 教育者。
- カール・グスタフ・ユング - 精神科医。
- フェルディナン・ド・ソシュール - 言語学者。
- レオンハルト・オイラー - 数学者。
- パウル・クレー - 画家。
- オーギュスト・ピカール - 科学者。
- アンリ・ギザン - 第二次世界大戦時のスイス軍総司令官。
- ヨハンナ・シュピーリ（ヨハンナ・スピリ）（Johanna Spyri 1827-1901） - 『アルプスの少女ハイジ』の原作者。
- ヨハン・ダビット・ウィース - スイスのロビンソンの著者。
- デビット・ゾペティ - 作家。『いちげんさん』ですばる文学賞受賞。
- マリオ・ボッタ - 建築家。
- クレイ・レガツォーニ （Clay Regazzoni 1939-2006） - 元F1ドライバー。
- アンディ・フグ（Andy Hug 1964-2000） - K-1チャンピオン。
- マルチナ・ヒンギス（Martina Hingis） - 女子プロテニス選手。
- ロジャー・フェデラー（Roger Federer） - 男子プロテニス選手。
- スタニスラス・ワウリンカ - 男子プロテニス選手。
- ファビアン・カンチェラーラ - 自転車プロロードレース選手。
- ステファン・ランビエール - 男子フィギュアスケート選手。
- ミリアム・オット（Mirjam Ott） - カーリング選手。
- デニス・ビールマン - 女子フィギュアスケート選手（ビールマンスピンは、ビールマンの名に因んで付けられた）
- ル・コルビュジエ（Le Corbusier, 1887-1965） - 建築家。10フラン札の顔。
- アルテュール・オネゲル（Arthur Honegger 1892-1955） - 作曲家。20フラン札の顔。
- ゾフィー・トイバー＝アルプ（Sophie Taeuber-Arp 1889-1943） - 抽象画家。ジャン・アルプの妻。50フラン札の顔。
- アルベルト・ジャコメッティ（Alberto Giacometti 1901-1966） - 彫刻家。100フラン札の顔。
- シャルル・フェルディナン・ラミューズ（Charles Ferdinand Ramuz 1878-1947） - 作家。200フラン札の顔。
- ヤーコプ・ブルクハルト（Jacob Burckhardt 1818-1897） - 歴史学者。1000フラン札の顔。
- フランコ・チェザリーニ - 「アルプスの詩」「青い水平線」などの作曲者。
- オトマール・シェック（Othmar Schoeck 1886-1957） - 作曲家。
- ジョー・シフェール - レーシングドライバー。
- シルビオ・モーザー - レーシングドライバー。
- グレガー・フォイテク - レーシングドライバー。
- セバスチャン・ブエミ - レーシングドライバー。トヨタ・ホンダ・日産のレース活動に同時に関わっていた。WECとフォーミュラEのチャンピオン。
- ロマン・グロージャン - レーシングドライバー（国籍上ではフランス人）。
- ペーター・ザウバー - F1チームのザウバーのチーム創始者・元チームオーナー。
- ゼップ・ブラッター - 国際サッカー連盟第8代会長。
- ステファン・シャプイサ - 元サッカー選手。
- アレクサンダー・フライ - 元サッカー選手。
- ステファン・リヒトシュタイナー - 元サッカー選手。
- ジェルダン・シャチリ - サッカー選手。
- グラニト・ジャカ - サッカー選手。
- シモーネ・ニグリ＝ルーダー - オリエンテーリング選手。
- シモン・アマン - 2002年ソルトレークシティオリンピック ノルディック・スキー(ジャンプ) 金メダリスト。
- アイランド - プログレッシヴ・ロック・バンド。
- H・R・ギーガー  - 画家。映画『エイリアン』のデザイナーとして有名。
- カール・バルト（Karl Barth 1886-1968）  - キリスト教神学者。
- パトリック・モラーツ ‐ 音楽家・シンセシスト。
- 春香クリスティーン ‐ タレント